# Krejansberget

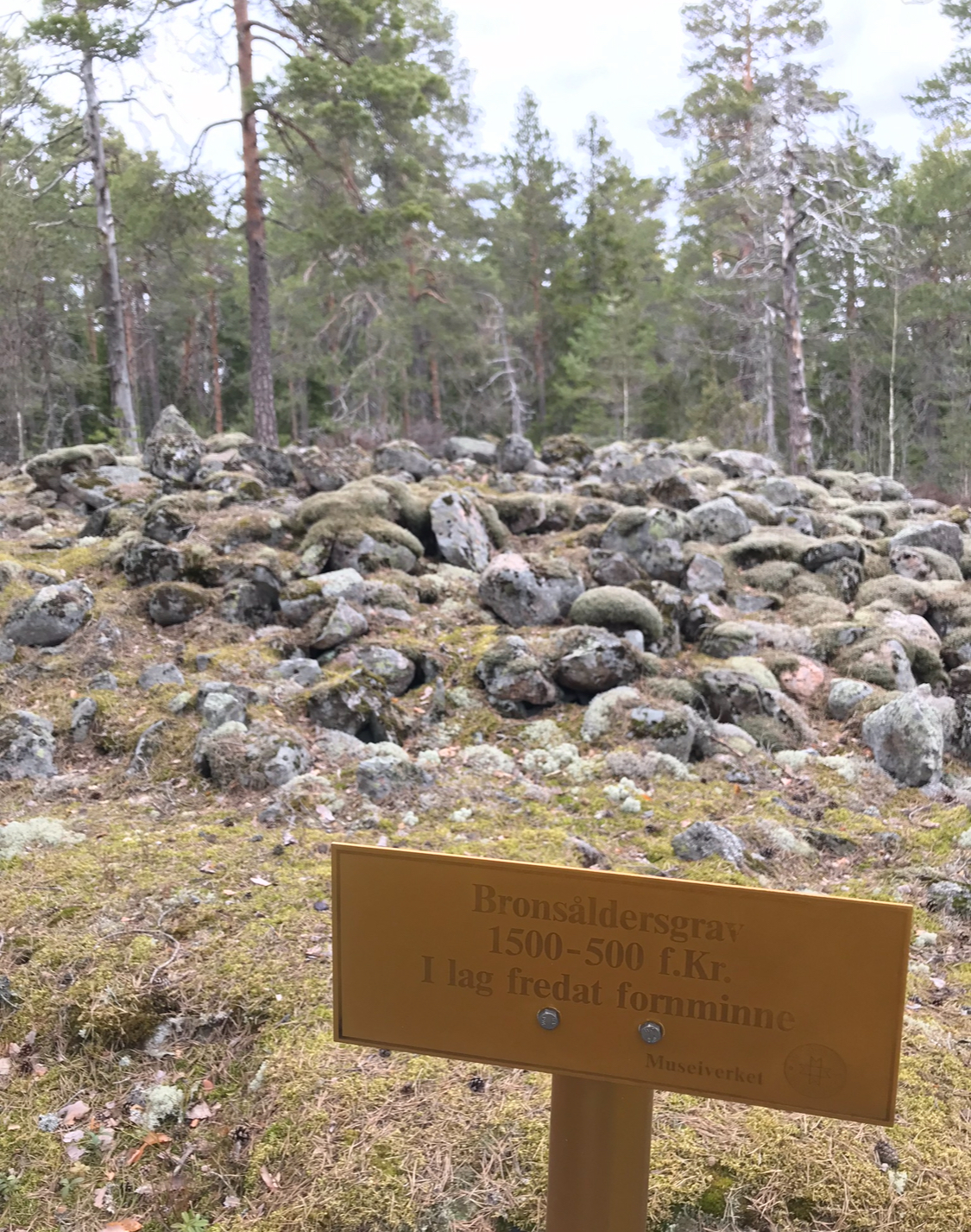
Ett av gravrösen på Krejansberget med skylten som informerar att området är skyddad enligt lag.

Krejansberget är en kulle i Sjundeå i Finland. Kullens topp är över 70 meter över havsnivån vilket gör den till en av de högsta punkterna i Sjundeå kyrkoby. Krejansberget är känt för gravrösen från bronsåldern. Gravrösena på Krejansberget är skyddade av Museiverket. Krejansberget är också en av sammanlagt 14 värdefulla bergsområden av riksintresse i Sjundeå.
En natur- och kulturstig går upp till Krejansbergets topp från Sjundeå hembygdsmuseum.